# Gastrodia vescula
Gastrodia vescula ist eine in Südaustralien beheimatete, blattgrünlose Art aus der Familie der Orchideen (Orchidaceae). 

## Merkmale
Gastrodia vescula ist eine blattlose Pflanze, hat die Photosynthese aufgegeben und bildet dementsprechend kein Chlorophyll mehr. Stattdessen lebt sie myko-heterotroph von einem Pilz, der die Pflanze ernährt. 
Der Blütenstängel ist 5 bis 20 Zentimeter hoch, schlank und blassbraun. An ihm stehen ein bis drei röhrenförmige, nickende Blüten, Blütezeit ist im November/Dezember. 
Die Blüten sind 10 bis 12 Millimeter lang, außen blassbraun und glatt, innen weiß. Die Kronblätter sind an den unregelmäßigen Rändern verdickt. Das Labellum ist 10 bis 11 Millimeter lang und 3 Millimeter breit, weiß und dreilappig, die beiden äußeren Lappen sind rechteckig, alle drei Lappen haben einen verdickten, unregelmäßigen Rand. Drei gelbe Kämme gehen ineinander über und bilden einen welligen Wulst. Die Pflanze ist selbstbestäubend.

## Verbreitung, Habitat, Botanische Geschichte
Die Art ist hochgradig endemisch und in South Australia in Höhenlagen zwischen 5 und 100 m beheimatet. Die Pflanzen wachsen dort in sandigen Lehmböden in dichten Heidewäldern. Sie wurde 1991 von David Lloyd Jones in Australian Orchid Research Band 2 Seite 65 erstbeschrieben.